# Sauvignon Blanc
Sauvignon Blanc, auch Blanc Fumé, oder Sauvignon Jaune genannt, ist eine Weißweinsorte mit weltweiter Verbreitung. Die Rebsorte gehört zu den 20 am häufigsten angebauten Rebsorten der Weinwelt und ist die zweitwichtigste weiße Qualitätssorte nach Chardonnay. Im Jahr 2010 lag die weltweite Anbaufläche bei 111.000 ha. Dies entsprach einer Steigerung von 70 % in Bezug auf das Jahr 2000.

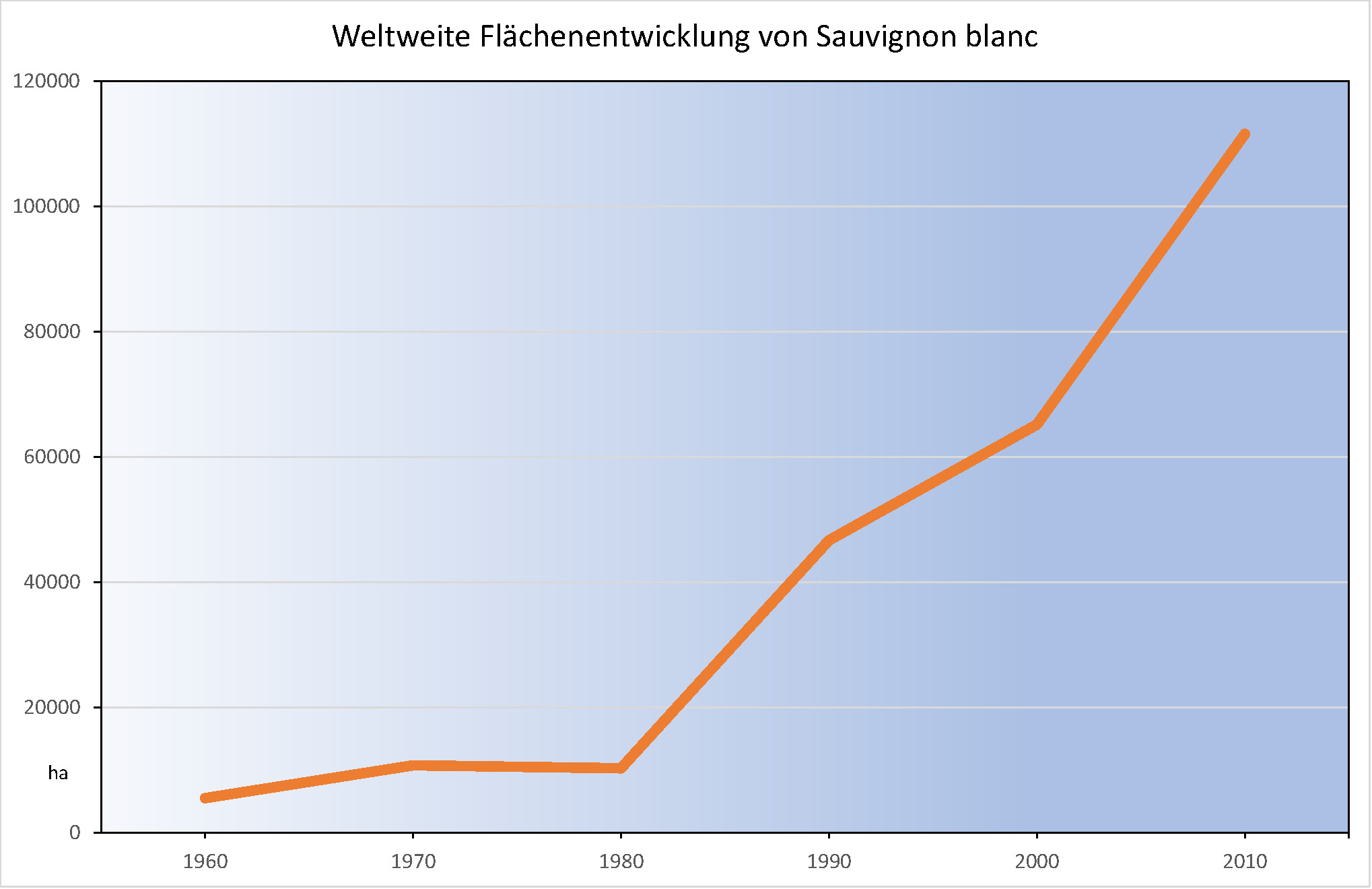
Weltweite Flächenentwicklung der Sorte Sauvignon Blanc ab 1960

Sortenrein ergibt sie einen frischen Wein mit eigenwilligen, pikanten Johannis- und Stachelbeeraromen, häufig auch „grünen“ Noten (frisch gemähtes Gras), und einem Mineralton mit einer unterstützenden Säurestruktur (→ Säure (Wein)). Das typische Sauvignon-Blanc-Aroma wird durch den Gehalt an Methoxypyrazinen (Aromen von Kartoffel, grünem Paprika, grüner Bohne und grünem Spargel) verursacht (siehe auch den Artikel Phenole im Wein).

## Herkunft, Abstammung
Die Heimat der Rebsorte ist das französische Loiretal; Sancerre und Pouilly-Fumé sind die großen Namen.
Sauvignon Blanc ist eine natürliche Kreuzung von Traminer × Chenin Blanc.
Die Rebsorte Tocai Friulano, die auch die Synonyme Sauvignonasse oder Sauvignon Vert trägt, wurde in der Vergangenheit häufig mit dem Sauvignon Blanc verwechselt. So waren noch Anfang der 1990er Jahre ein Großteil der chilenischen Sauvignon-Weine in Wirklichkeit Tocai-Friulano-Weine.
Mutationen des Sauvignon Blanc sind die Sorten Sauvignon Gris, Sauvignon Rose, Sauvignon Noir und Sauvignon Violet.

## Ampelografische Merkmale

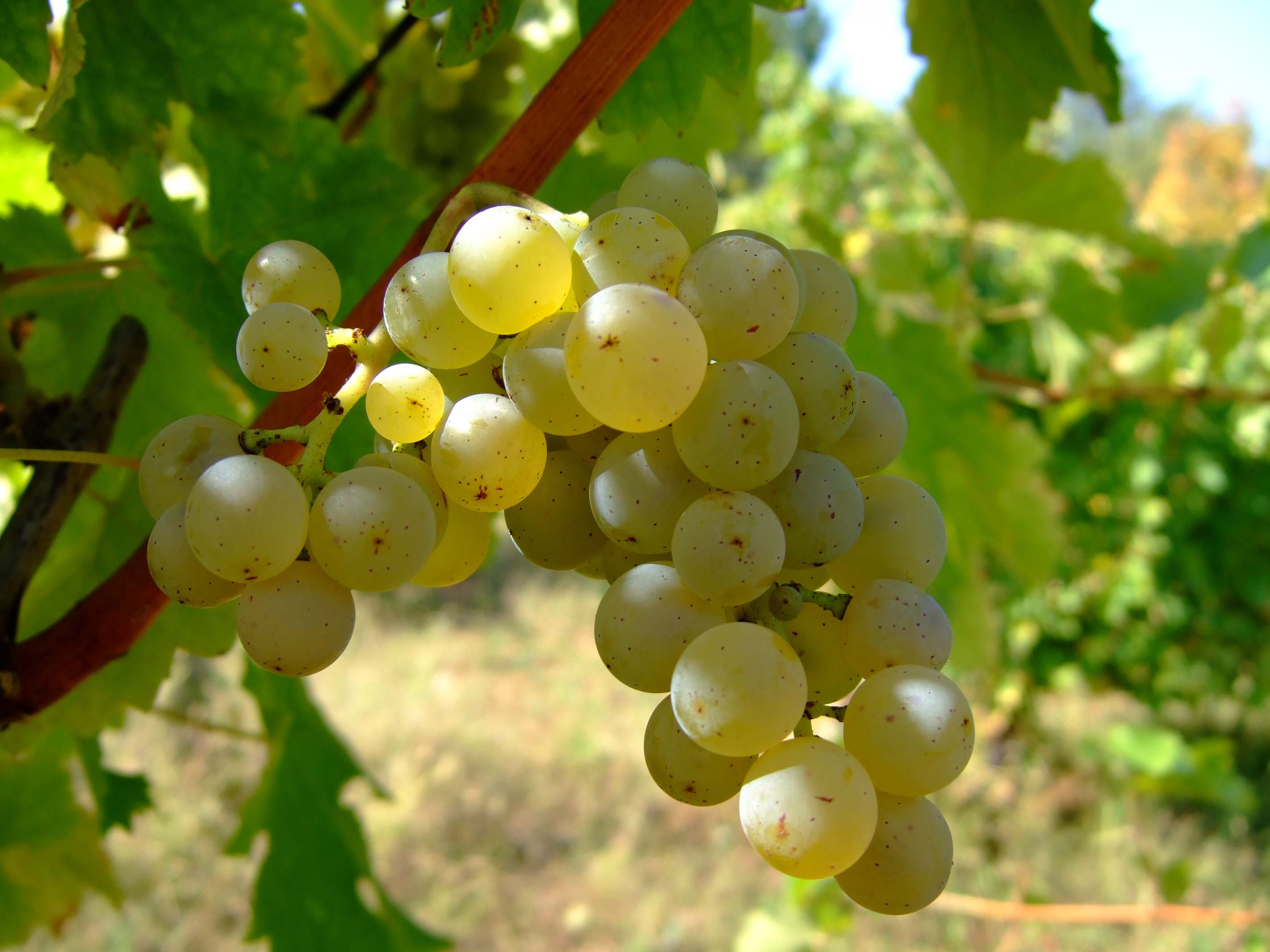
Traube

- Die Triebspitze ist offen. Sie ist stark weißwollig behaart mit leicht rötlichem Anflug. Die gelblichen, leicht bronzefarbenen Jungblätter sind schwach behaart.
- Der Triebwuchs ist stark.
- Die kleinen bis mittelgroßen Blätter sind rundlich, meist fünflappig und nur wenig gebuchtet, aber am Blattrand stark wellig. Die Stielbucht ist V- oder U-förmig offen. Das Blatt ist stumpf gezähnt. Die Zähne sind im Vergleich der Rebsorten mittelgroß. Die Blattoberfläche ist blasig derb.
- Die zylinderförmige Traube ist klein und dichtbeerig. Der Traubenstiel ist kurz und vergleichsweise holzig. Die länglichen Beeren sind klein und von gelbweißlicher bis goldgelber (nur bei voller Reife) Farbe. Die Schale der Beere ist dick.

Reife: spät; reift zirka 20 bis 25 Tage nach dem Gutedel.

## Ertrag
Der Ertrag ist mittelhoch – jedoch durch Verrieselung eingeschränkt.

## Eigenschaften, Ansprüche
Die Rebsorte benötigt frühe, warme Lagen und einen fruchtbaren, mittelschweren, nicht zu trockenen Boden. Sie ist winterfrostempfindlich, peronospora-, oidium-, botrytis- und blüteempfindlich. Aufgrund der dichten Blattstellung ist vermehrte Laubarbeit notwendig.

## Wein
Bei entsprechender Reife liefert Sauvignon Blanc ausgezeichnete Weine mit feinem Bukett nach Schwarzen Johannisbeeren (in manchen Jahren kommt jedoch eine Paprikanote hervor). Bei ungenügender Reife werden die Weine grasig, dünn und unharmonisch.
Durch die weltweite Verbreitung der Rebsorte werden die Weine unterschiedlich ausgebaut.

## Verbreitung
| Land                   | Rebfläche ha |
| ---------------------- | ------------ |
| Frankreich             | 29000        |
| Italien                | 18000        |
| Neuseeland             | 17000        |
| USA                    | 16000        |
| Chile                  | 12500        |
| Südafrika              | 9500         |
| Moldau                 | 8200         |
| Australien             | 7000         |
| Rumänien               | 4157         |
| Ukraine                | 3123         |
| Spanien                | 2500         |
| Argentinien            | 2296         |
| Slowenien              | 1061         |
| Russland               | 951          |
| Österreich             | 1200         |
| Ungarn                 | 845          |
| Tschechien             | 804          |
| Deutschland            | 1100         |
| Kanada                 | 320          |
| Israel                 | 263          |
| Griechenland           | 256          |
| Kroatien               | 249          |
| Slowakei               | 208          |
| Portugal               | 171          |
| Uruguay                | 147          |
| Türkei                 | 146          |
| Schweiz                | 134          |
| Mexiko                 | 120          |
| Brasilien              | 45           |
| Myanmar                | 22           |
| Vereinigtes Königreich | 3            |
| China                  | 1            |
| Weltanbaufläche 2018   | 137.322      |

Beim weltweiten Flächenranking der Rebsorten nimmt die Sorte 2010 den 8. Rang ein. In Frankreich zählt sie zu den „Cépages nobles“, der französischen Bezeichnung für die edelsten Rebsorten der Welt. Sauvignon Blanc ist auch in Bordeaux bedeutend und in vielen anderen Bereichen Europas, wie in Italien im Veneto und Friaul, in Slowenien, aber auch in Bulgarien, Spanien, Serbien, Kroatien, Ungarn und den meisten anderen osteuropäischen Staaten. In Australien, Argentinien, Chile, Südafrika, Kalifornien und Neuseeland ist sie ebenso verbreitet.

### Frankreich
Im Jahr 2007 lag die bestockte Rebfläche in Frankreich bei 27.931 ha. In Frankreich wurden bislang 20 Klone zur Herstellung von Qualitätsweinen anerkannt, von denen die Klone n° 297 und 316 die am weitesten verbreiteten sind.
Erst Ende der 1980er Jahre konnte sich der Sauvignon gegenüber dem Ugni Blanc als meistangebaute Sorte in Bordeaux durchsetzen. Heute prägt er die trockenen Weißweine von Bordeaux wie den Entre deux mers und den weißen Graves. Im Médoc zeigt Château Margaux mit dem Pavillon Blanc, welches Potenzial die Rebsorte bei niedrigen Erträgen und einem angepassten Ausbau im Barrique auch in diesem Rotweingebiet erreichen kann.
In den edelsüßen Weinen von Sauternes, Barsac, Monbazillac, Sainte-Croix-du-Mont, Cérons und Loupiac wird die Sorte mit dem dominierenden Sémillon und einem geringen Anteil von Muscadelle verschnitten. Das berühmte Château d’Yquem beispielsweise setzt die Sorte zu zirka 20 % im Verschnitt seiner Weine ein.
Im französischen Südwesten findet der Sauvignon Blanc Eingang in die AOC-Weine von Bergerac, Côtes de Duras, Côtes du Marmandais, Gaillac und Pacherenc du Vic-Bilh. In den drei erstgenannten Gebieten ist sie als Leitsorte in den trockenen Weißweinen enthalten.
In der Weinbauregion Loire sind die typischen Weine in den Appellationen von Sancerre, Pouilly-Fumé, Menetou-Salon, Quincy und Reuilly, die weltweit als Vorbild bei der Erzeugung qualitativ hochstehender Weißweine dienen, die bekanntesten Weine aus der Sauvignon-Blanc-Rebe. Flussabwärts ist der Sauvignon Blanc fast überall angepflanzt. In drei Anbaugebieten besitzt er eine besondere Bedeutung: in Saint-Bris in der Nähe von Chablis, in der Touraine südlich von Blois, und im Haut-Poitou südlich von Saumur. Die typische Aromatik der Sauvignon-Blanc-Weine beruht auf einer schwefeligen Verbindung, die an Ginster erinnert. Oft wird bei Verkostungen jedoch ein Geruch beschrieben, der an frisch angezündete Streichhölzer denken lässt. Ursache ist im Allgemeinen die zu starke Schwefelung der Weine und selten der Feuerstein-Gehalt im Boden.

### Neuseeland
Trotz der kurzen Geschichte sind die Sauvignon-Weine aus Neuseeland – besonders die aus Marlborough, wobei der Wein, der nach der Bucht Cloudy Bay benannt wurde, schon zum Kultwein geworden ist – inzwischen zum klassischen Typ aufgerückt. Seit den 1990er Jahren profiliert sich das Land als Lieferant hervorragender trockener Weißweine. Insbesondere in Marlborough auf der Südinsel werden die Reben in sandigen Böden gezogen. Die gute Drainage und der magere Boden ergeben durch die daraus resultierenden geringen Erträge eine hohe Konzentration der typischen Aromen. Innerhalb des Schwemmlands des Wairau River in der Nähe von Blenheim verlaufen ost-westlich ausgerichtete Sandbänke, die dem Terroir einen welligen Charakter verleihen. Die Rebzeilen sind in der Regel nord-südlich ausgerichtet und bieten dem Winzer auf recht kleiner Fläche eine Fülle von verschiedenen Böden (tiefe, schwere Böden in den Senken, luftigere und steinigere Böden in der Nähe der Kämme der Bänke), die sich positiv auf die Aromenvielfalt auswirken. Das kühle Meeresklima und die starke Sonneneinstrahlung von Marlborough bieten die Voraussetzung einer langen Vegetationsperiode, die zur Ausbildung eines guten Gleichgewichts von Säure und Zucker unabdingbar ist.
In den letzten Jahren kommen auch vielversprechende Weinqualitäten aus den Regionen Martinborough, Gisborne und Hawke’s Bay, die allesamt auf der Nordinsel liegen. 

### Chile
Im Jahr 2018 lag die Rebfläche bei 12.500 ha. Chile ist bekannt dafür, einige der beliebtesten Sauvignon Blanc der Welt herzustellen. Die Weine sind leicht, erfrischend, limonenhaft und angenehm.

### Südafrika
Im Jahr 2010 betrug die mit Sauvignon Blanc bestockte Rebfläche 9.551 ha, nachdem sie im Jahr 2003 noch bei 6.843 Hektar lag. Jancis Robinson behauptet, dass sich die Sorte in Südafrika deshalb lange gegenüber dem Chardonnay habe behaupten können, da dort der als Chardonnay bekannte Rebbestand wegen einer Verwechslung überwiegend aus der minderwertigeren Auxerrois-Rebe bestanden habe.

### Vereinigte Staaten
Der Name Blanc Fume ist in Kalifornien gebräuchlich. Dieser Name wurde um 1985 von Robert Mondavi gefördert, um dem Wein eine eigene Identität zu verleihen. Dort wird er manchmal im Holzfass ausgebaut, was ihm eher den Charakter tropischer Früchte verleiht. In den 1990er Jahren stellte der französische Ampelograph Pierre Galet fest, dass es sich bei dem Sauvignon Vert in Kalifornien überwiegend um die Rebsorte Muscadelle handelte.

### Italien
Sauvignon Blanc bringt insbesondere im Nordosten Italiens hervorragende Weine. Insbesondere Exemplare aus dem Friaul und Südtirol sind sehr fein und fruchtig.
Insgesamt ist der Anbau der Rebsorte in 32 Provinzen empfohlen und in weiteren 26 Provinzen zugelassen. Im Jahr 1990 wurde eine bestockte Rebfläche von 2.947 Hektar erhoben.
Sauvignon Blanc ist Bestandteil der DOC-Weine Alghero, Bagnoli di Sopra, Bolgheri, Carso, Castel del Monte, Colli Berici, Colli Bolognesi, Colli del Trasimeno, Colli dell’Etruria Centrale, Colli di Conegliano, Colli di Faenza, Colli di Parma, Colli di Scandiano e di Canossa, Colli Orientali del Friuli, Colli Piacentini, Colline Lucchesi, Collio Goriziano, Contea di Sclafani, Contessa Entellina, Delia Nivolelli, Friuli-Annia, Friuli Aquileia, Friuli Grave, Friuli Isonzo, Friuli Latisana, Garda, Garda Colli Mantovani, Lison Pramaggiore, Molise, Oltrepò Pavese, Sant’Antimo, Terlan und Trentino.

### Österreich

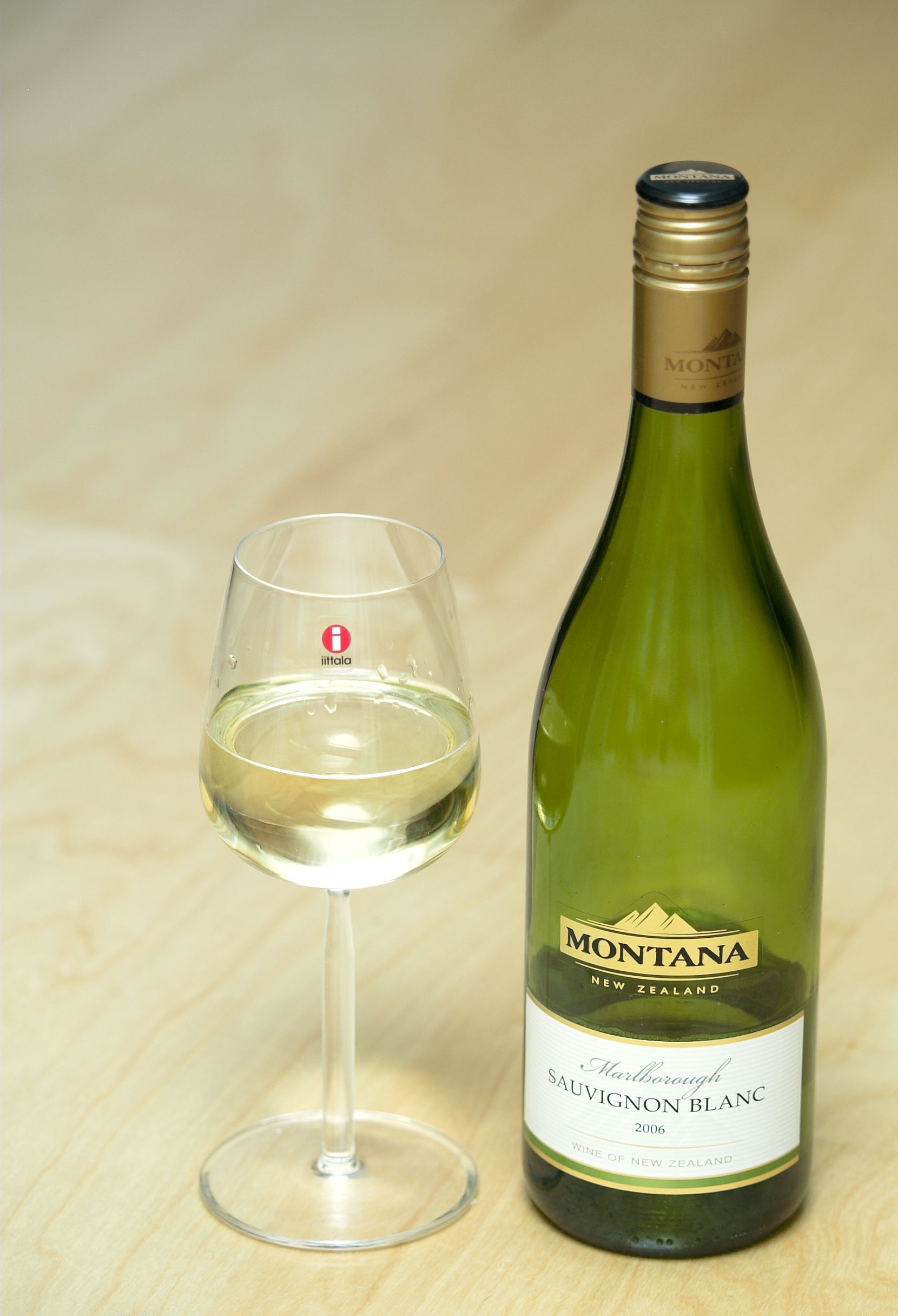
Sauvignon Blanc aus Marlborough, Neuseeland.

In Österreich ist sie speziell in der Steiermark – bevorzugt in der Süd- und Südoststeiermark – bedeutend. Im Jahr 2015 betrug die bestockte Rebfläche 1170,2 ha. Im Jahr 1999 betrug die bestockte Fläche lediglich 314,39 ha.

### Deutschland
Für den deutschen Weinanbau spielt die Sorte mengenmäßig noch keine große Rolle. Sie lag in der Statistik der in Deutschland angebauten Rebsorten auf Platz 15 (2020) bzw. Platz 8 bei den weißen Rebsorten. Die Sorte wird aber zunehmend und erfolgreich von rund 500 Erzeugern (allein 265 in der Pfalz) in fast allen deutschen Anbaugebieten mit Ausnahme von Sachsen und Ahr kultiviert. In der Rangliste der beliebtesten Neuanpflanzungen liegt die Rebsorte mit 3,5 % in der Rangliste der beachteten Sorten. Im Anbaugebiet Pfalz wurde der Sauvignon blanc für das Jahr 2010 zur „Rebsorte des Jahres“ proklamiert.
Die größten Anbauflächen befanden sich 2018 in der Pfalz (1.032 Hektar) (2011: 277 Hektar), Rheinhessen (169 ha), Baden (101 ha) und Württemberg (46 ha). Kleinere Flächen gibt es an der Nahe (14 ha), im Rheingau (9 ha), an der Mosel (11 ha), Franken (15 ha), Saale/Unstrut (2 ha), am Mittelrhein (2 ha) und an der Hessischen Bergstraße (1 ha).
Der nördlichste deutsche Weinberg mit Sauvignon Blanc befindet sich in Brandenburg in der Lage Werderaner Wachtelberg in Werder. Die gemeldete Rebfläche des Sauvignon blancs erreichte im Jahr 2023 in Deutschland einen Umfang von 2002 Hektar. Damit rückte die Sorte in die Top-10 der wichtigsten deutschen Rebsorten auf.
Eine länger zurückreichende Tradition hat der Sauvignon Blanc unter anderem im badischen Durbach. Das seinerzeit dem Grafen Zorn von Bulach gehörende Gräflich Wolff Metternich'sche Weingut setzte nach 1830 in der Lage Schloss Grohl vom Château d'Yquem stammende Rebstöcke. Der Wein wurde bis in die 1980er Jahre mit einer Sondergenehmigung als „Weißer Bordeaux“ vermarktet. 2006 erzeugte das Gut hieraus erstmals eine Trockenbeerenauslese.

### Schweiz
In der Schweiz gedeiht der Sauvignon Blanc überwiegend in der Region um Genf, im Kanton Wallis und im Tessin. Die Rebfläche beträgt 134 ha (Stand 2010).

## Synonyme
92: Beyaz Sauvignon, Blanc Doux, Blanc Fume, Blanc Fumet, Bordeaux Bianco, Douce Blanche, Feher Sauvignon, Feigentraube, Fie, Fie dans le Neuvillois, Fume, Fume Blanc, Fume Surin, Genetin, Gennetin, Gentin A Romorantin, Gros Sauvignon, Libournais, Melkii Sotern, Melkij Sotern, Muscat Sylvaner, Muscatni Silvanec, Muskat Silvaner, Muskat-Sylvaner, Muskat-Sylvaner Weisser, Muskatani Silvanec, Muskatni Silvanac, Muskatni Silvanec, Muskatsilvaner, Painechon, Pellegrina, Petit Sauvignon, Picabon, Piccabon, Pinot Mestny Bely, Pissotta, Puinechou, Punechon, Punechou, Quinechon, Rouchelin, Sampelgrina, Sarvonien, Sauternes, Sauvignon, Sauvignon A Gros Grains, Sauvignon Bianco, Sauvignon Bijeli, Sauvignon Blanc Musque, Sauvignon Blanco, Sauvignon Fume, Sauvignon Gris/Rose, Sauvignon Gros, Sauvignon Janne, Sauvignon Jaune, Sauvignon Jeune, Sauvignon Musque, Sauvignon Petit, Sauvignon Rouge, Sauvignon Vert, Sauvignon White, Savagnin, Savagnin Musque, Savagnou, Savignon, Servanien, Servonien, Servoyen, Sobinion, Sobinjon, Sobinyon, Sotern Marunt, Sotern Small, Souternes, Sovignion Blan, Sovinak, Sovinjon, Sovinjon Beli, Sovinon, Sovinon Belyi, Sovinyon, Spergolina, Surin, Suvinjo, Sylvaner Musque, Uva Pelegrina, Verdo Belii, Verdo Belyi, Weisser Sauvignon, Xirda Sotern, Zeleni Sauvignon, Zoeld Ortlibi.